# بحيرة شيكاموكا

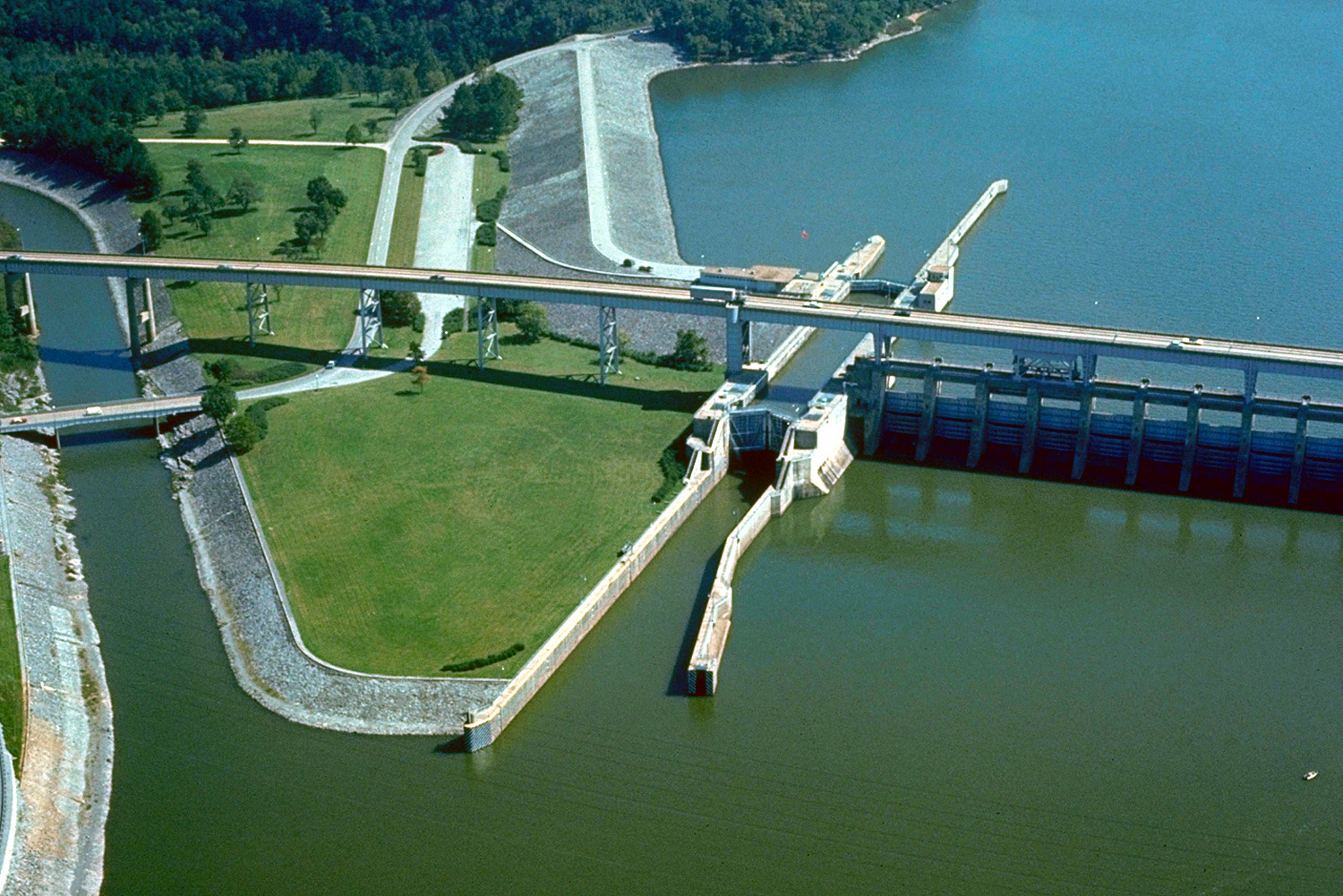
بحيرة وسد شيكاموكا.

بحيرة شيكاموكا " Chickamauga Lake " هو مستودع مائي/بحيرة اصطناعية أٌنشأ على طول نهر تينسي عندما انتهى بناء سد شيكاموكا " Chickamauga Dam "، الذي أٌٌكمل سنة 1940. تمتد هذه البحيرة من سد شيكاموكا إلى سد واتس بار " Watts Bar Dam " مُشكِّلَةً بحيرة طولها 58.9 ميل. تجري البحيرة على طول البحيرة بمقاطعة ريا " Rhea County " ومقاطعة ميجز " Meigs County" ومن ثم مقاطعة هاملتون " Hamilton County " مع 810 ميل على خط الساحل وجسرين، الطريق السريع 60 و 30 يمران من فوقها.
يجري نهر الهوسي " Hiwassee River " إلى بحيرة شيكاموكا إلى الشمال من جزيرة هوسي والطريق السريع 60 عند الميل 500.
يسبق بحيرة شيكاموكا على نهر تينسي بحيرة واتس بار وبعدهم بحيرة نيكاجاك " Nickajack Lake ". سٌميت بحيرة شيكاموكا نسبة إلى اسم قبيلة شيروكيز " Cherokees "الذين كانوا يعيشون في هذه المنطقة.